# Bukvik Donji
Bukvik Donji je naselje u distriktu Brčko, BiH.

## Stanovništvo
Nacionalni sastav stanovništva 1991. godine, bio je sljedeći:
ukupno: 212
- Srbi - 192
- Jugoslaveni - 16
- Hrvati - 3
- ostali, neopredijeljeni i nepoznato - 1